# او اس ده یوسمیت
اواس ده یوسمیت (به انگلیسی: OS X Yosemite) (ورژن۱۰٫۱۰) ازسیستم‌عامل خانگی و سرور ساخته شرکت اپل برای کامپیوترهای مک است. یوسمیت در جریان کنفرانس جهانی توسعه‌دهندگان اپل در ۲۴ ژوئیه ۲۰۱۴معرفی‌شد.
یوسمیت نام یک پارک ملی در ایالات متحدهٔ آمریکا است.